# Césaire Gandzé
Césaire Gandzé (6 de março de 1989) é um futebolista profissional congolês que atua como meia.

## Carreira
Césaire Gandzé representou o elenco da Seleção Congolesa de Futebol no Campeonato Africano das Nações de 2015.